# Wouter Zweers (burgemeester)
Wouterus Jacobus (Wouter) Zweers (Winssen, 17 september 1905 – Oss, 25 maart 1964) was een Nederlands politicus.
Zweers werd geboren als zoon van de gemeenteveldwachter Wilhelmus Johannes Zweers (*1877) en Geertruida Hendrina Niels (1878-1947). Eind 1929 volgde hij A.M. Baayens op als gemeentesecretaris van Batenburg. Zweers werd daarnaast in 1939 burgemeester van die gemeente. Nog geen jaar later, mei 1940, kreeg hij te maken met de gedwongen evacuatie van een groot deel van de bevolking van Batenburg kort na de Duitse inval. Hij zou daar burgemeester blijven tot hem midden 1957 op eigen verzoek ontslag werd verleend.
Zweers overleed in 1964 op 58-jarige leeftijd.